# Evelina (appel)

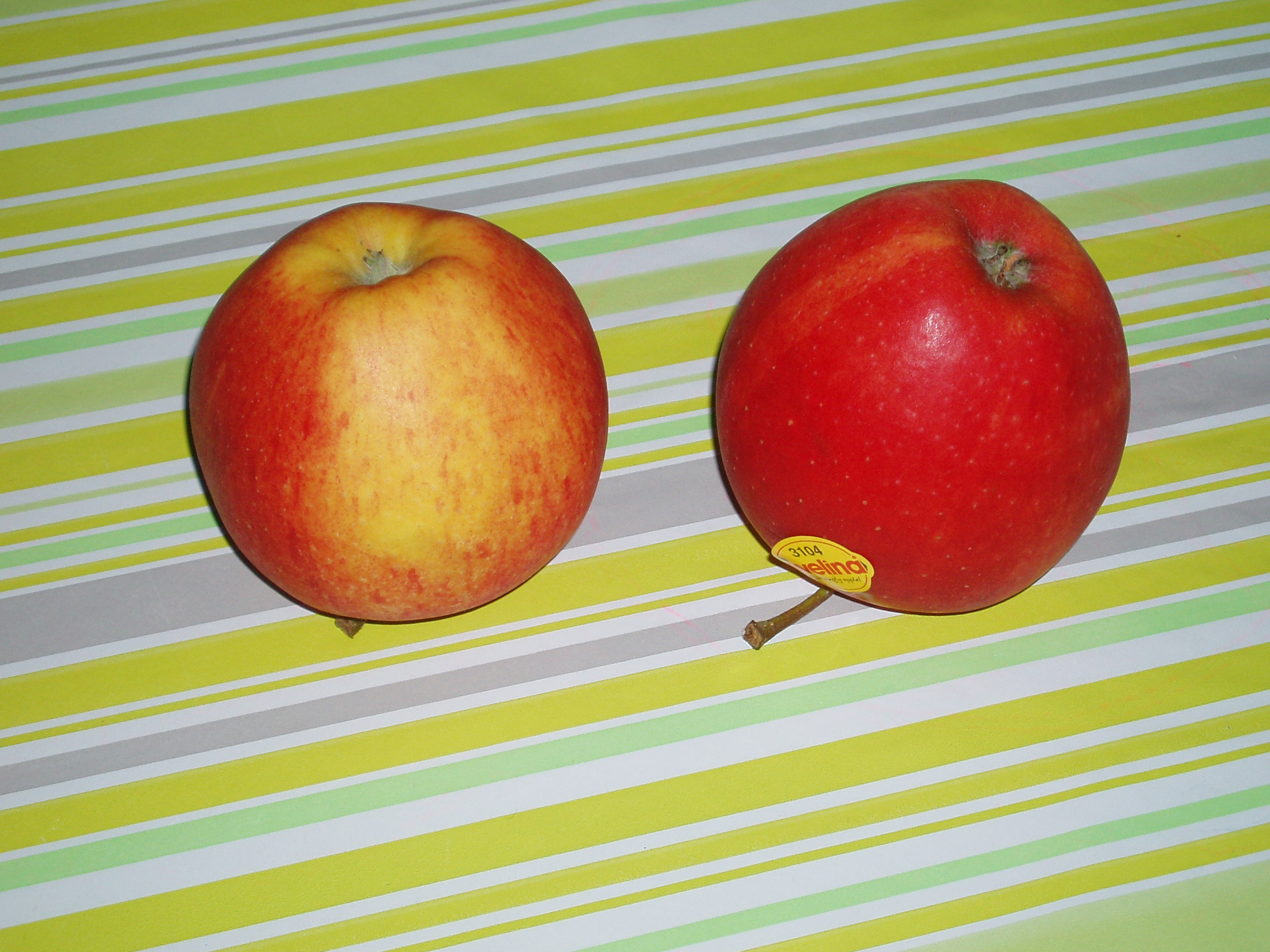
Evelina appels

Evelina (Malus domestica 'Evelina') - ook red pinova of rode pinova genoemd - is een appelras. Evelina is een mutant van pinova en werd in 2000 bij toeval ontdekt op een fruitbedrijf in het Duitse Langensendelbach. Het is een gepatenteerd ras of clubras: zowel de teelt als verkoop zijn aan regels onderworpen. De appel werd door de vinder Hans Hofman gepatenteerd onder de naam ROHO 3615.

## Kenmerken
De Evelina is een rood-oranje gebloste appel. Hij is middelmatig tot groot. Qua smaak is hij friszuur, stevig en sappig.

## Teelt
Evelina wordt in vele landen gekweekt: Duitsland, België, Nederland, Frankrijk, Italië, Kroatië, Oostenrijk, Slowakije, Verenigd Koninkrijk, Zwitserland en de Verenigde Staten. Er wordt nog onderhandeld over verdere uitbreiding. De teelt is volledig gecontroleerd en wordt contractueel bepaald, zodat enerzijds gestreefd wordt naar voldoende productie voor het hele jaar, maar anderzijds overproductie wordt vermeden. Er bestaat ook biologische teelt van Evelina’s. Deze is succesvol omdat de Evelina weinig gevoelig is voor schimmels.
In 2013 werd in totaal bijna 2 miljoen kg Evelina’s gekweekt. Tegen 2016 wordt 3,2 miljoen kg verwacht. In België en Nederland samen zijn er 15 kwekers die in totaal 100 ha Evelina-bomen hebben staan.